# Johann Gottfried Donati
Johann Gottfried Donati (* 1706 in Leipzig; † 1782 in Greiz) war ein deutscher Komponist und Organist.

## Leben
Donati entstammt der Orgelbauerfamilie Donati. Er studierte in Leipzig, wurde ab 1729 Stadtschreiber und Organist in Greiz.
Am 2. Dezember 1742 weihte er in Anwesenheit der Reußischen Räte von Unter-Greiz die von Johann Gottfried Silbermann erbaute Orgel in Fraureuth ein. Mit Silbermann verband ihn auch eine Freundschaft. Aus der Zeit der Orgelweihe in Fraureuth existiert ein 16-seitiges Büchlein Discurse zweier Orgelfreunde, in dem Rosetto und Tarindo über den Orgelbau sinnieren. Bei Tarindo handelt es sich wahrscheinlich um Donati.
Ostern 1743 weihte er ebenfalls die Silbermannorgel auf Schloss Burgk und bemerkte O Silber-Klang! über die Akustik der Orgel. Im Jahre 1746 initiierte er ein Collegium Musicum in Greiz nach Leipziger Vorbild. Für dieses Collegium stellte er ein kleines Regelbuch mit 17 Verhaltensregeln auf.

## Werk
- Mein Hertzens-Hauß bereite dich, Kantate zum Pfingstfest
- Sonata de Camera für 2 Violinen, 2 Gamben und Basso Continuo
- Kantatenzyklen für 1737, 1742, 1745 und Passionen (verschollen)

## Einspielungen
- Lobt Gott ihr Christen allzugleich; Baroque Bass Cantatas. Klaus Mertens; Accademia Daniel; Ensemble Shalev Ad-El, cpo, 777-298-2, 2007.